# شوالباخ آم تانوس
شهر شوالباخ آم تانوس (به آلمانی: Schwalbach am Taunus) در ایالت هسن در کشور آلمان واقع شده‌است.

## نگارخانه

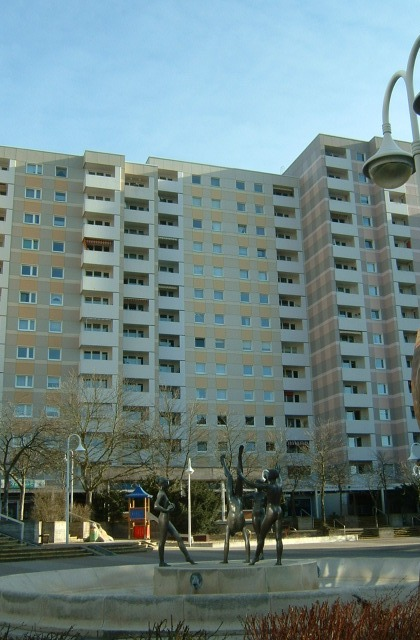
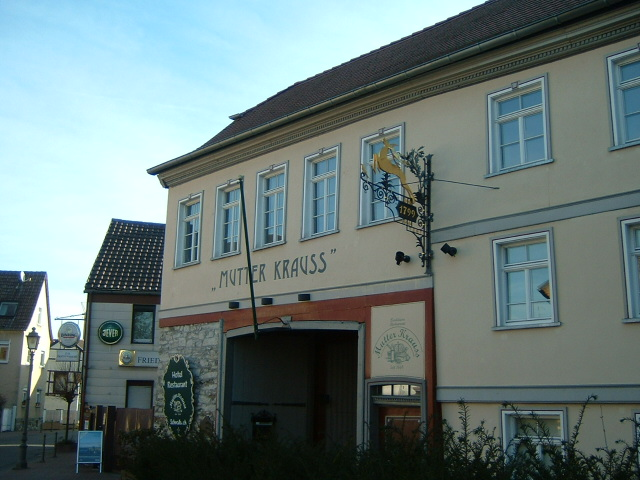
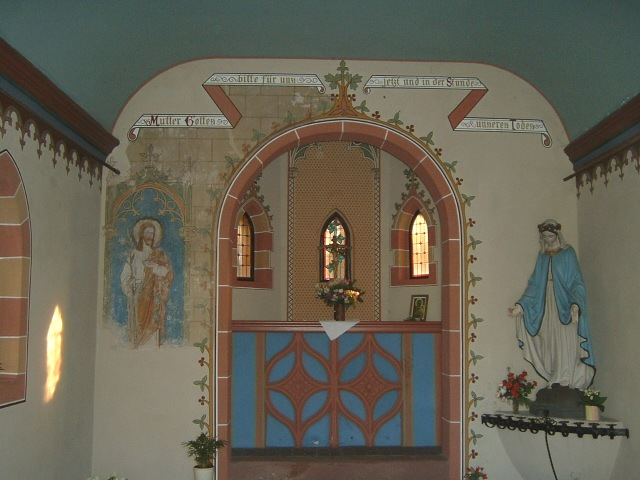
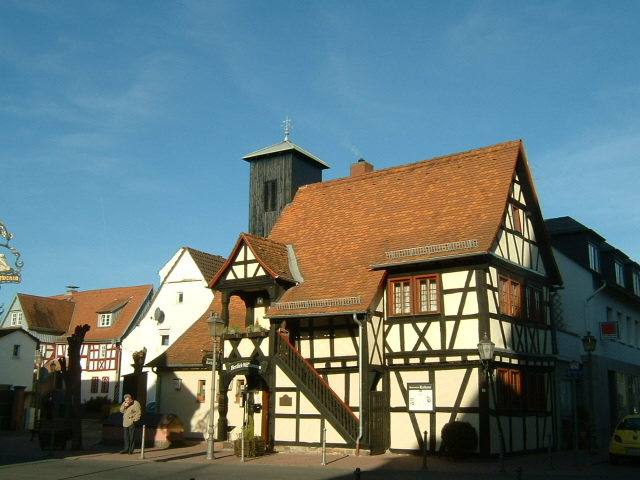